# Okręg wyborczy nr 17 do Senatu Rzeczypospolitej Polskiej
Okręg wyborczy nr 17 do Senatu Rzeczypospolitej Polskiej obejmuje obszar powiatów bialskiego, parczewskiego i radzyńskiego oraz miasta na prawach powiatu Białej Podlaskiej (województwo lubelskie). Wybierany jest w nim 1 senator na zasadzie większości względnej.
Utworzony został w 2011 na podstawie Kodeksu wyborczego. Po raz pierwszy zorganizowano w nim wybory 9 października 2011. Wcześniej obszar okręgu nr 17 należał do okręgu nr 7.
Siedzibą okręgowej komisji wyborczej jest Chełm.

## Reprezentant okręgu
| Rok  | Rok  | Senator           | Komitet wyborczy          |
| ---- | ---- | ----------------- | ------------------------- |
|      | 2011 | Grzegorz Bierecki | Prawo i Sprawiedliwość    |
|      | 2015 | Grzegorz Bierecki | KWW Grzegorza Biereckiego |
|      | 2019 | Grzegorz Bierecki | Prawo i Sprawiedliwość    |
| 2023 |      | Grzegorz Bierecki | Prawo i Sprawiedliwość    |

## Wyniki wyborów
Symbolem „●” oznaczono senatorów ubiegających się o reelekcję.

### Wybory parlamentarne 2011
| Kandydat                                                                                     | Kandydat             | Komitet wyborczy             | Głosów | Głosów | Głosów |
| Kandydat                                                                                     | Kandydat             | Komitet wyborczy             | Liczba | %      | +/–    |
| -------------------------------------------------------------------------------------------- | -------------------- | ---------------------------- | ------ | ------ | ------ |
|                                                                                              | Grzegorz Bierecki    | Prawo i Sprawiedliwość       | 31 716 | 32,40  | –      |
|                                                                                              | Józef Bergier ●      | Platforma Obywatelska RP     | 22 256 | 22,74  | –      |
|                                                                                              | Riad Haidar          | Sojusz Lewicy Demokratycznej | 20 766 | 21,21  | –      |
|                                                                                              | Przemysław Litwiniuk | Polskie Stronnictwo Ludowe   | 20 427 | 20,87  | –      |
|                                                                                              | Stefan Śledź         | Prawica                      | 2 723  | 2,78   | –      |
| Frekwencja: 46,27% Liczba głosów ważnych: 97 888 (97,78%) Źródło: Państwowa Komisja Wyborcza |                      |                              |        |        |        |

● Józef Bergier reprezentował w Senacie VII kadencji (2007–2011) okręg nr 7.

### Wybory parlamentarne 2015
| Kandydat                                                                                     | Kandydat            | Komitet wyborczy           | Głosów | Głosów | Głosów |
| Kandydat                                                                                     | Kandydat            | Komitet wyborczy           | Liczba | %      | +/–    |
| -------------------------------------------------------------------------------------------- | ------------------- | -------------------------- | ------ | ------ | ------ |
|                                                                                              | Grzegorz Bierecki ● | KWW Grzegorza Biereckiego  | 42 862 | 44,12  | –      |
|                                                                                              | Mariusz Filipiuk    | Polskie Stronnictwo Ludowe | 24 103 | 24,81  | +3,94  |
|                                                                                              | Stefan Karasiński   | Platforma Obywatelska RP   | 18 762 | 19,31  | –3,43  |
|                                                                                              | Marek Woch          | KWW Społecznej Demokracji  | 11 413 | 11,75  | –      |
| Frekwencja: 47,87% Liczba głosów ważnych: 97 140 (94,64%) Źródło: Państwowa Komisja Wyborcza |                     |                            |        |        |        |

### Wybory parlamentarne 2019
| Kandydat                                                                                      | Kandydat            | Komitet wyborczy           | Głosów | Głosów | Głosów |
| Kandydat                                                                                      | Kandydat            | Komitet wyborczy           | Liczba | %      | +/–    |
| --------------------------------------------------------------------------------------------- | ------------------- | -------------------------- | ------ | ------ | ------ |
|                                                                                               | Grzegorz Bierecki ● | Prawo i Sprawiedliwość     | 68 666 | 59,06  | –      |
|                                                                                               | Sławomir Sosnowski  | Polskie Stronnictwo Ludowe | 47 596 | 40,94  | +16,13 |
| Frekwencja: 57,35% Liczba głosów ważnych: 116 262 (97,02%) Źródło: Państwowa Komisja Wyborcza |                     |                            |        |        |        |

### Wybory parlamentarne 2023
| Kandydat                                                                                      | Kandydat            | Komitet wyborczy                                                           | Głosów | Głosów | Głosów |
| Kandydat                                                                                      | Kandydat            | Komitet wyborczy                                                           | Liczba | %      | +/–    |
| --------------------------------------------------------------------------------------------- | ------------------- | -------------------------------------------------------------------------- | ------ | ------ | ------ |
|                                                                                               | Grzegorz Bierecki ● | Prawo i Sprawiedliwość                                                     | 71 167 | 53,74  | –5,32  |
|                                                                                               | Marek Sulima        | KKW Trzecia Droga Polska 2050 Szymona Hołowni – Polskie Stronnictwo Ludowe | 61 250 | 46,26  | +5,32  |
| Frekwencja: 70,07% Liczba głosów ważnych: 132 417 (96,29%) Źródło: Państwowa Komisja Wyborcza |                     |                                                                            |        |        |        |